# Xã Lemon, Quận Wyoming, Pennsylvania
Xã Lemon (tiếng Anh: Lemon Township) là một xã thuộc quận Wyoming, tiểu bang Pennsylvania, Hoa Kỳ. Năm 2010, dân số của xã này là 1.243 người.